# Klanění tří králů (Brandl, 1727)
Klanění tří králů je oltářní obraz barokního malíře Petra Brandla v Kapli Zjevení Páně ve Smiřicích. V rámci souboru barokních oltářních obrazů Karla Škréty a Petra Brandla je od roku 2006 národní kulturní památkou.

## Historie
Do kaple Zjevení Páně ve Smiřicích, kterou nechal postavit v roce 1699 Jan Josef ze Šternberka a následně byla její stavba na rok pozastavena po jeho tragické smrti s manželkou, nechala dcera Marie Terezie Violanta ze Šternberka na zakázku namalovat obraz do nového oltáře, po jehož boku jsou sochy sv. Anny a sv. Jáchyma od Jiřího Františka Pacáka. Jejím poručíkem byl Václav Vojtěch ze Šternberka, kterým byl i zaměstnavatelem Petra Brandla. Petr Brandl obraz vytvořil v roce 1727 a nahradil jiný obraz se stejným výjevem Klanění tří králů od blíže neurčeného vlámského malíře, který byl následně dán do děkanského kostela v Bechyni. Marie Terezie Violanta ze Šternberka ho za to odměnila honorářem ve výši 1 700 zlatých, což mu pomohlo splatit část dluhů.
Obraz byl restaurován v roce 1823, 1902 a 1968. Během roku 2017 podala Římskokatolická farnost Holohlavy žalobu na město Smiřice, aby v rámci restituce vrátila obraz farnosti. Soud ale žalobu zamítl, protože nejsou žádné důkazy, že církev někdy byla majitelem obrazu.

## Popis díla
Jedná se o olej na plátně o rozměrech 235 × 476 cm a tato oltářní malba je v kapli Zjevení Páně ve Smiřicích.
Děj se odehrává v ruinách antikizující architektury naznačující konec pohanské éry. V malbě je pyramidální vazba a zároveň systém diagonál, který člení přehledně obrazovou plochu a slouží gradaci děje. V pravé části obrazu se energicky sklání svatý Josef a vítá vzácné návštěvníky. Po jeho levici sedí ve zvláštní póze zkřížených nohou na schodech Maria s Ježíškem, která vše s tichosti pozoruje. Nejstarší z králů Kašpar sňal z hlavy svou korunu, která mu leží u nohou, a pokorně se sklání Ježíškovi, který vztahuje ruce k míse se zlatem. V popředí klečí o stupeň níže král Melichar, který upustil kadidelnici, aby zkřížil ruce a pozoruje Ježíška. V pozadí stojí král Baltazar s orientálním průvodem od východu s ozbrojenci s halapartnami připomínají živé osoby z brandlového obrazu Historie Josefa Egyptského. Děj v atmosféře v kombinací denní a večerní osvětlení ozařuje zář osmicípé hvězdy, která odkazuje na rod Šternberků, kteří nechali kapli postavit. Osmicípá hvězda se objevuje i v interiéru kapli, a to v podobě okna nad touto malbou nebo jako klenební obrazec vyzdobenou freskami. Obraz je osignován vpravo od středu na spodním stupni schodů PETRUS BRANDL/Pinxit. A 1727.